# Triumph Books
Triumph Books est un éditeur de livres sur le sport basé à Chicago. 
La société est bien connue pour ses livres dits instantanés, tels que son hommage illustré au pilote automobile NASCAR Dale Earnhardt, qui a été publié 10 jours après sa mort dans un accident le 18 février 2001.
Mitch Rogatz est le fondateur ainsi que l'éditeur de Triumph. Après avoir fondé la maison en 1989, il l'a vendue à Random House en 2006, pour la racheter cinq ans plus tard.
La société publie 80 à 90 titres chaque année, dont 5 à 10 % sont des livres instantanés.